# Ewan Urain
Ewan Roy Urain Aird (Durango, Vizcaya, 10 de marzo de 2000), conocido simplemente como Ewan, es un futbolista escocés que juega como delantero en el C. D. Navalcarnero de la Segunda Federación.

## Trayectoria
Ewan comenzó a formarse en la Cultural de Durango de su localidad natal. En 2015 se incorporó a la cantera del Athletic Club para jugar en su equipo cadete. En 2018 promocionó al CD Basconia, con el que logró trece goles en Tercera División y fue máximo goleador de la plantilla. De cara a la temporada 2019-20 pasó al Bilbao Athletic, aunque estuvo la mayor parte de la campaña apartado por una lesión de rodilla. En junio de 2021, tras debutar con la selección sub-21 escocesa, renovó su contrato con el club rojiblanco por cuatro temporadas.
En enero de 2023 fue cedido a la SD Amorebieta de Primera RFEF hasta final de temporada. El 8 de agosto de 2023, a pesar de tener dos años más de contrato con el Athletic Club, se marchó libre al Unionistas de Salamanca.
En enero de 2024 rescindió su contrato con Unionistas y fichó por el CD Badajoz de Segunda Federación.Seis meses después se incorporó al CD Navalcarnero.

## Selección nacional
En mayo de 2021 fue convocado por el seleccionador sub-21 escocés Scot Gemmill. El 2 de junio de 2021 debutó con la selección sub-21 de Escocia en un amistoso frente a Irlanda del Norte (1-2).

## Clubes
| Club                    | País   | Año           |
| ----------------------- | ------ | ------------- |
| C. D. Basconia          | España | 2018 - 2019   |
| Bilbao Athletic         | España | 2019 - 2023   |
| S. D. Amorebieta        | España | 2023 (cedido) |
| Unionistas de Salamanca | España | 2023 - 2024   |
| C. D. Badajoz           | España | 2024          |
| C. D. Navalcarnero      | España | 2024 - Act.   |

## Vida privada
Su madre Diane creció en Dumfries, enseñó inglés en el extranjero y conoció a su esposo vizcaíno en España.